# Quan chức khỏa thân
Quan chức khỏa thân (tiếng Trung: 裸官; bính âm: luǒ guān, phiên âm Hán Việt: Lõa quan) là cụm từ dùng để ám chỉ những quan chức cấp cao trong Đảng Cộng sản Trung Quốc ở lại Trung Quốc đại lục trong khi gia đình họ đều định cư hoặc nhập quốc tịch ở nước ngoài, từ đó tạo thành một đường dây chuyển giao những tài sản bất chính do tham ô hoặc lợi ích nhóm mà có ra nước ngoài để rửa tiền. Đây được xem là hình thức chuẩn bị trước khi về hưu của các quan chức thoái hóa biến chất ở nước này.

## Tổng quan
Dựa theo bản báo cáo từ Bộ Thương mại cho biết kể từ lúc bắt đầu công cuộc cải cách và mở cửa vào năm 1978 cho đến năm 2003, khoảng 4.000 quan chức tham nhũng đã bỏ trốn và mang theo ít nhất 50 tỷ đô la ra khỏi Trung Quốc; thường là vợ hoặc chồng và con cái đi trước. Về phía Đài Tiếng nói Hoa Kỳ và từ cuộc điều tra của Ban Tổ chức Trung ương Đảng Cộng sản Trung Quốc cho biết thì trong suốt vài năm qua, người nhà và con cái của các quan chức cấp cao này đã di cư ra nước ngoài, bao gồm tổng số 1,08 triệu người ở Hồng Kông và Ma Cao. Các thành viên trong gia đình quan chức cấp cao sau khi nhập cư hải ngoại rồi có thể tận hưởng đời sống xa hoa, thậm chí dùng tiền mặt để mua sắm nhà đất, xe sang, xe thể thao cùng những món đồ hàng hiệu mà không cần vay nợ từ bên ngoài.

## Biện pháp
Chính phủ Trung Quốc đang cố gắng thiết lập hệ thống giám sát chặt chẽ hơn nhằm giảm bớt hoạt động này. Đầu năm 2014, một bản sửa đổi luật lệ về đề bạt và bổ nhiệm các quan chức cấp cao đã đề ra các quy định cấm thăng chức những ai có vợ hoặc chồng sống ở nước ngoài (hoặc nếu họ không có vợ/chồng, con cái của mình). Đồng thời, những quan chức này không được phép tham gia vào các chương trình quan trọng và nhạy cảm trong các lĩnh vực như quân sự, ngoại giao và an ninh quốc gia. Bên cạnh đó, Bộ Công an còn điều động lực lượng công an trên cả nước tiến hành các cuộc đàm phán với các "quan chức khỏa thân" và yêu cầu họ phải chấp nhận lựa chọn giữa hai phương pháp là chấp nhận bị công khai danh tính, đưa ra xét xử trước pháp luật hoặc đưa gia đình trở về Trung Quốc. Những trường hợp từ chối đưa gia đình trở về Trung Quốc sẽ bị xử lý kỷ luật và các phòng ban nhân sự sẽ quan tâm kỹ càng các "quan chức khỏa thân" một cách thường xuyên trong tương lai.